# Callum Hudson-Odoi
Callum James Hudson-Odoi (ur. 7 listopada 2000 w Londynie) – angielski piłkarz pochodzenia ghańskiego, występujący na pozycji pomocnika lub napastnika w angielskim klubie Nottingham Forest oraz w reprezentacji Anglii.

## Dzieciństwo i życie prywatne
Hudson-Odoi urodził się i wychował w Wandsworth, w Londynie. Jest młodszym bratem Bradleya Hudson-Odoi i synem byłego pomocnika Hearts of Oak – Bismarka Odoi.
Edukował się w Whitgift School w Croydon.

## Kariera klubowa

### Chelsea

#### Wczesna kariera
Hudson-Odoi dołączył do Akademii Chelsea w roku 2007. W 2016 roku zadebiutował tam w drużynie U-18. W debiutanckim sezonie strzelił 8 bramek w 25 meczach, pomagając drużynie zdobyć FA Youth Cup. Następnie awansowano go do drużyny U-23 w wieku 16 lat, gdzie strzelił 4 bramki w 3 meczach o trofeum EFL. W pierwszej drużynie zadebiutował 28 stycznia 2018, w meczu przeciwko Newcastle United w pucharze Carabao.

#### Sezon 2018/19
Po kilku solidnych występach w meczach przedsezonowych, trener Maurizio Sarri oznajmił, że Hudson-Odoi pozostanie w pierwszej drużynie Chelsea w nadchodzącym sezonie. Otrzymał wtedy numer 20 w klubie. Swojego pierwszego gola dla pierwszej drużyny strzelił na Stamford Bridge 29 listopada 2018 roku w meczu fazy grupowej Ligi Europy przeciwko greckiej drużynie PAOK, w którym Chelsea wygrała wynikiem 4-0.
Podczas styczniowego okienka transferowego interesował się nim Bayern Monachium, jednak wszystkie oferty zostały odrzucone przez Chelsea. Po burzliwym okienku, dnia 29 stycznia 2019 roku, trener Maurizio Sarri oznajmił, że Hudson-Odoi zostanie w klubie.
22 kwietnia 2019 roku, w meczu przeciwko Burnley w Premier League, doznał kontuzji ścięgna Achillesa, która wykluczyła go z gry do końca sezonu.

#### Sezon 2019/20
Po długich spekulacjach Hudson-Odoi podpisał nowy, pięcioletni kontrakt z Chelsea dnia 20 września 2019 roku.
Dnia 13 marca 2020 roku na jaw wyszła informacja, że Callum był zakażony koronawirusem. Piłkarz przeszedł jednak tę chorobę prawie bezobjawowo i kilka dni później stwierdzono, że jest on już w pełni zdrowy.

## Kariera reprezentacyjna
Hudson-Odoi, pomimo swoich ghańskich korzeni, reprezentował Anglię we wszystkich grupach wiekowych. Jego debiut w reprezentacji seniorskiej przypadł na datę 22 marca 2018 roku.

## Statystyki

### Klubowe
(Stan na 30 marca 2020 r.)
| Klub              | Sezon             | Liga              | Liga  | Liga   | FA Cup | FA Cup | EFL Cup | EFL Cup | Europa | Europa | Inne  | Inne   | Ogółem | Ogółem |
| Klub              | Sezon             | Poziom            | Mecze | Bramki | Mecze  | Bramki | Mecze   | Bramki  | Mecze  | Bramki | Mecze | Bramki | Mecze  | Bramki |
| ----------------- | ----------------- | ----------------- | ----- | ------ | ------ | ------ | ------- | ------- | ------ | ------ | ----- | ------ | ------ | ------ |
| Chelsea U23       | 2017–18           | –                 | –     | –      | –      | –      | –       | –       | –      | –      | 6     | 4      | 6      | 4      |
| Chelsea           | 2017–18           | Premier League    | 2     | 0      | 2      | 0      | 0       | 0       | 0      | 0      | 0     | 0      | 4      | 0      |
| Chelsea           | 2018–19           | Premier League    | 10    | 0      | 2      | 1      | 2       | 0       | 9      | 4      | 1     | 0      | 24     | 5      |
| Chelsea           | 2019–20           | Premier League    | 17    | 1      | 2      | 1      | 2       | 1       | 4      | 0      | 0     | 0      | 25     | 3      |
| Chelsea           | Ogółem            | Ogółem            | 29    | 1      | 6      | 1      | 4       | 1       | 13     | 4      | 1     | 0      | 53     | 8      |
| Ogółem w karierze | Ogółem w karierze | Ogółem w karierze | 29    | 1      | 6      | 1      | 4       | 1       | 13     | 4      | 7     | 4      | 59     | 12     |

### Reprezentacyjne
(Stan na 30 marca 2020 r.)
| Reprezentacja | Rok    | Mecze | Bramki |
| ------------- | ------ | ----- | ------ |
| Anglia        | 2019   | 3     | 0      |
| Ogółem        | Ogółem | 3     | 0      |

## Sukcesy

### Chelsea młodzieżówka
- FA Youth Cup: 2016-17, 2017-18[7]

- U-18 Premier League 2016-17[7]

### Chelsea
- Liga Europy UEFA: 2018/19[22]
- Liga Mistrzów UEFA: 2020/21[23]

### Reprezentacja Anglii U-17
- Mistrzostwo Świata U-17: 2017[24]
- Wicemistrzostwo Europy U-17: 2017